# Vítor Gomes (Fußballspieler, 1987)
Vítor Hugo Gomes da Silva, kurz Vítor Gomes (* 25. Dezember 1987 in Vila do Conde) ist ein portugiesischer Fußballspieler, der als Mannschaftskapitän für Rio Ave FC spielt.

## Karriere

### Verein
Vítor Gomes begann seine Profifußballkarriere bei Rio Ave FC und spielte hier von 2005 bis zum Sommer 2013 in der Primeira Liga. 2008 wurde er für eine halbe Saison an den italienischen Verein Cagliari Calcio ausgeliehen, kehrte aber ohne eine Pflichtspieleinsatz wieder zu seinem früheren Klub zurück. 2013 spielte er als Leihgabe beim ungarischen Verein Videoton FC und wurde im Sommer 2013 von diesem Klub verpflichtet. In Ungarn spielte er in der ersten Liga NB I und nahm mit dem Verein an der 1. Runde der Europa-League-Qualifikation teil. Zur Saison 2014/15 wechselte er innerhalb der Primeira Liga zum Moreirense FC. Zur Rückrunde der Saison 2014/15 lieh ihn der türkische Erstligist Balıkesirspor aus, zum Ende der Spielzeit kehrte er zu Moreirense FC zurück und absolvierte in der Primeira Liga in der Saison 2015/16 31 von 33 Ligaspielen. In der Liga wechselte erst zum Os Belenenses und dann zu CD Aves, wo er bis zum Saisonende 2018/19 blieb. Mit Aves wurde er 2018 Portugiesischer Pokalsieger, wobei er, nachdem er bereits in den Halbfinalpartien eingesetzt wurde, im Finale gegen Sporting Lissabon in der Startelf stand.
In der Saison 2019/20 und der Saison 2020/21 spielte er in Zypern für Omonia Nikosia in der First Division. 2021 wurde er mit Nikosia zyprischer Meister.
Nachdem Nikosia erst in den Playoffs zur Champions League gegen Olympiakos Piräus gescheitert war, scheiterte der Verein als Letzter der Gruppe E in der Europa League. In allen Spieler dieser Wettbewerbe wurde Gomes eingesetzt.
Mit der Saison 2021/22 ging er zurück zu seinem Jugendclub und spielt fortan als Kapitän der Mannschaft in der zweiten portugiesischen Liga.

### Nationalmannschaft
Vítor Gomes spielte in den Jahren 2006 und 2007 achtmal für die Portugiesische U-20-Nationalmannschaft und 2007 einmal für die Portugiesische U-21-Nationalmannschaft.